# Vtělení

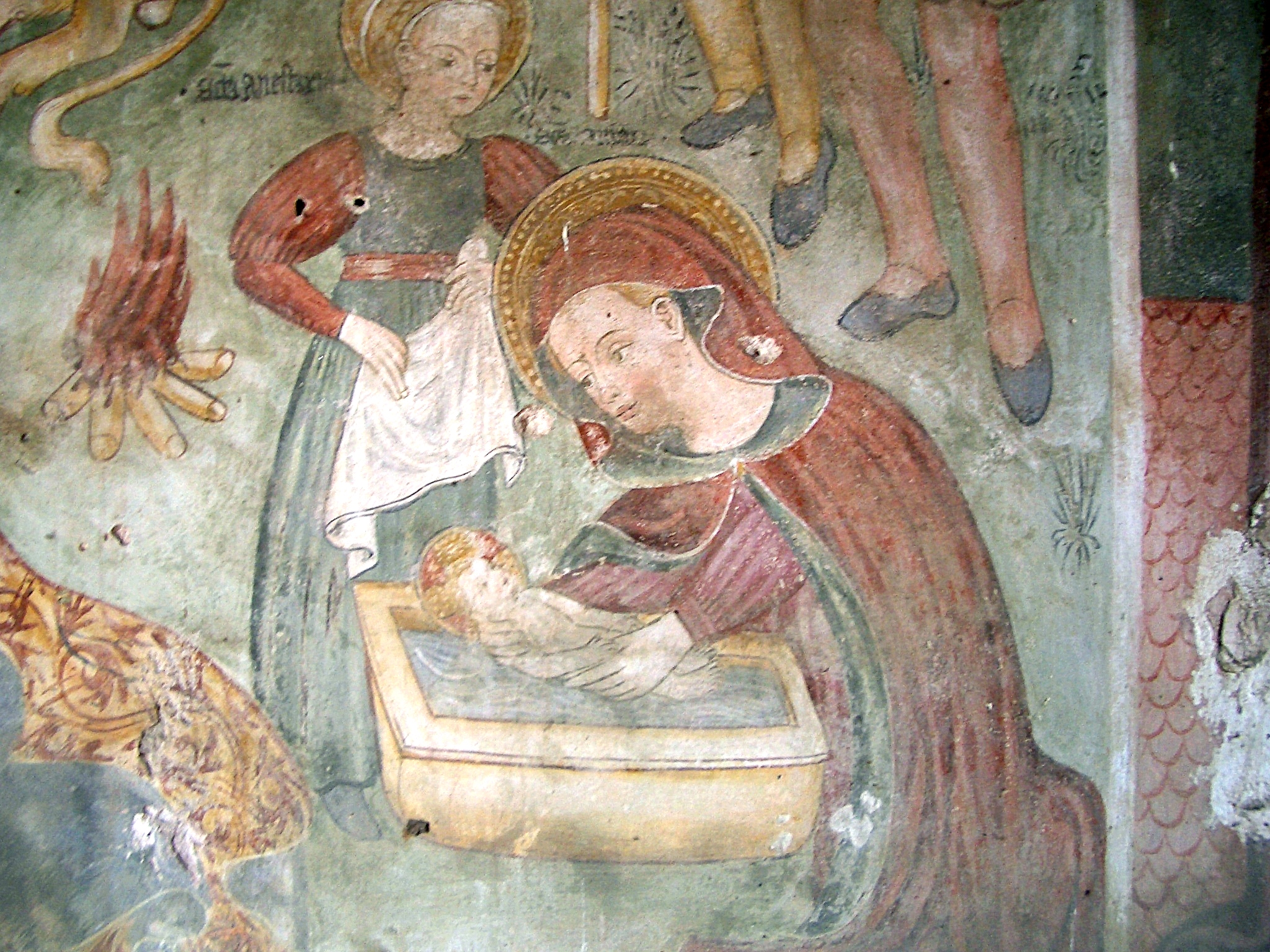
Narození Páně (Freska v Cantignaga, Itálie. 15. stol.)

Vtělení (lat. incarnatio, doslova narození v těle) znamená vstup božské bytosti do světa, obvykle v lidském těle. Je to jeden z ústředních pojmů křesťanství, vyskytuje se však i v jiných náboženstvích.

## Křesťanství
Hlavním tématem a tajemstvím křesťanské víry je vykoupení člověka v Ježíši Kristu, v němž Bůh sám sestoupil na svět a narodil se jako člověk. Tím se křesťanství odlišuje od judaismu a islámu. Nicméně ani křesťané nevěří ve tři různé bohy, nýbrž v Boha jako Trojici Otce, Syna a Ducha svatého. Otec přitom znamená stvoření, Syn vtělení a vykoupení a Duch svatý trvalou přítomnost Boží. Událost vtělení si křesťané připomínají při slavení Vánoc (Ježíšovo narození), Velikonoc (Ježíšova smrt a vzkříšení) a Svatodušních svátků.
Křesťanská myšlenka vtělení přitom není dualistická a neznamená, že by božská duše vstoupila do lidského těla, nýbrž mluví o podstatném spojení božské a lidské přirozenosti v jedné osobě. Tak ji vyjadřují už nejstarší křesťanské texty, například List Filipským: „Způsobem bytí byl roven Bohu, a přece na své rovnosti nelpěl, nýbrž sám sebe zmařil, vzal na sebe způsob služebníka a stal se jedním z lidí.“ Fp 2, 5 (Kral, ČEP) Úvod Janova evangelia začíná takto: „Na počátku bylo Slovo, to Slovo bylo u Boha, to Slovo bylo Bůh“ a uzavírá: „A Slovo se stalo tělem a přebývalo mezi námi.“ J 1, 14 (Kral, ČEP) Myšlenka vtělení se však postupně rozvíjela přes příběh Ježíšova narození v Betlémě až po teologické diskuse a formulace církevních sněmů. Pro západní křesťanství ji formuloval Anselm z Canterbury v 11. století v knize „Proč se Bůh stal člověkem“ (Cur Deus homo).
Tajemství božího vtělení a Trojice nelze rozumem pochopit a znamená také hranici dostupnosti Boha pro lidské myšlení. Některé křesťanské proudy je proto odmítaly a odmítají: Michael Servet, unitáři, Svědkové Jehovovi aj. Naopak ve středověké mystice se vyskytuje představa, že k Božímu vtělování dochází stále a v každé zbožné duši (Mistr Eckhart).
Polští bratři v 17. století chápali vtělení slova jako ztělesnění Božího plánu v potomstvu Abrahamovu, ne jako vtělení osoby, která existovala v nebi ještě před narozením.
Podle K. Rahnera lze tajemství vtělení vyložit jako nezvratné setkání lidské touhy po transcendenci a Božího vstřícného přijetí. To se historicky událo v Ježíši z Nazareta, takže je tato naděje otevřena i všem, kdo v něho věří.

## Jiná náboženství
Jiné představy vtělení jsou vesměs dualistické a předpokládají vstup božstva do lidské duše nebo vstup duše do nějakého těla. V hinduismu se vypráví mnoho příhod, jak Šiva přicházel mezi lidi v lidské podobě a zkoumal jejich ochotu obětovat. Také v řecké a latinské mytologii se velmi často hovoří o tom, jak bohové vstupují do lidských duší nebo přicházejí na svět v lidské podobě. Na počátku Odysseje navštěvuje Pallas Athéna v podobě cizince Odysseova syna Telemacha. Důraz se zde klade na lidskou podobu nebo působení na lidi, nikoli na vtělení jako takové.
Někteří egyptští panovníci se pokládali za vtělení božstev a odtud odvozovali svoji autoritu. Buddhismus soudí, že duše se po smrti převtělují, vstupují do jiných těl, lidských nebo zvířecích (reinkarnace); podobně si v Platónově Faidru duše jako vozatajové vybírají nová těla. V těchto případech se však jedná o opakované události v „životech“ nesmrtelných duší, takže se od křesťanského chápání vtělení podstatně liší.